# Południowoafrykańska Formuła 1
Południowoafrykańska Formuła 1 – rozgrywana w ramach wyścigowych mistrzostw Południowej Afryki seria wyścigowa, która była organizowana w latach 1960–1975.

## Historia
Do końca lat 50. w Południowej Afryce organizowano wyścigi Formuły Libre. W 1960 roku zmieniono przepisy na bardzo zbliżone do regulacji międzynarodowej Formuły 1, co spowodowało do Południowej Afryki znaczny napływ europejskich samochodów Formuły 1 i Formuły 2. Pierwszym mistrzem został Syd van der Vyver. Mistrzostwa organizowano do 1975 roku.

## Mistrzowie
| Sezon | Kierowca          | Zespół             | Samochód                             |
| ----- | ----------------- | ------------------ | ------------------------------------ |
| 1960  | Syd van der Vyver |                    | Cooper T43-Alfa Romeo                |
| 1961  | Syd van der Vyver |                    | Lotus 18-Alfa Romeo                  |
| 1962  | Ernest Pieterse   | Team Pieterse      | Heron-Alfa Romeo Lotus 21-Climax     |
| 1963  | Neville Lederle   | Team Lederle       | Lotus 21-Climax                      |
| 1964  | John Love         | Team Love          | Cooper T55-Climax                    |
| 1965  | John Love         | Team Love          | Cooper T55-Climax Cooper T79-Climax  |
| 1966  | John Love         | Team Love          | Cooper T79-Climax                    |
| 1967  | John Love         | Team Love          | Cooper T79-Climax Brabham BT20-Repco |
| 1968  | John Love         | Team Gunston       | Brabham BT20-Repco Lotus 49-Ford     |
| 1969  | John Love         | Team Gunston       | Lotus 49B-Ford                       |
| 1970  | Dave Charlton     |                    | Lotus 49C-Ford                       |
| 1971  | Dave Charlton     |                    | Lotus 49C-Ford Lotus 72-Ford         |
| 1972  | Dave Charlton     | Scuderia Scribante | Lotus 72D-Ford                       |
| 1973  | Dave Charlton     | Scuderia Scribante | Lotus 72D-Ford                       |
| 1974  | Dave Charlton     | Scuderia Scribante | McLaren M23-Ford                     |
| 1975  | Dave Charlton     |                    | McLaren M23-Ford                     |